# Kremperheide
Kremperheide er en by og kommune i det nordlige Tyskland, beliggende i Amt Krempermarsch i den sydlige del af Kreis Steinburg. Kreis Steinburg ligger i den sydvestlige del af delstaten Slesvig-Holsten.

## Geografi
Kremperheide ligger fem kilometer sydvest for landkreisens administrationsby Itzehoe.
Kommunen ligger jernbanen Marschbahn, men kun tog fra selskabet Nordbahn stopper i Kremperheide og har timeforbindelse til Hamburg-Altona og Itzehoe.